# کفررمان
کفررمان (به عربی: كفررمان) یک منطقهٔ مسکونی در لبنان است که در شهرستان نبطیه واقع شده‌است.